# Catapaecilma elegans
Espèce
Catapaecilma elegans est une espèce de lépidoptères (papillons) asiatiques de la famille des Lycaenidae, de la sous-famille des Theclinae et de la tribu des Catapaecilmatini. 

## Taxonomie
Cette espèce a été décrite par l'entomologiste britannique Herbert Druce en 1873, sous le nom initial d'Hypochrysops elegans,.
La localité type est l'île de Bornéo.
Elle est l'espèce type du genre Catapaecilma Butler, 1879.

## Distribution géographique et sous-espèces
L'espèce est présente dans plusieurs pays d'Asie du Sud-Est, et comporte quatre sous-espèces :
- Catapaecilma elegans elegans (Druce, 1873) — Bornéo.
- Catapaecilma elegans zephyria (Fruhstorfer, 1915) — Malaya, Langkawi, Thaïlande.
- Catapaecilma elegans niasana Fruhstorfer, 1899 — Nias.
- Catapaecilma elegans chaline (Fruhstorfer, 1915) — Sumatra.

## Biologie
Les chenilles ont pour plante-hôte Terminalia paniculata.